# Міноносці Tb 98 M
Торпедні човни Tb 98 M (нім. Torpedoboot 98 M) належали до Цісарсько-королівського флоту Австро-Угорщини. Вони були останньою модернізованою серією 250-тонних човнів класу Tb 74 T, що призначались для використання поза прибережною смугою. Їм присвоїли позначення SM Tb(Seiner Majestät Torpedoboot - Його Величності торпедний човен), номери 98, 99, 100 та індекс М за місцем побудови, який скасували у флоті 21 травня 1917 року.

## Історія
Договір на будівництво трьох човнів уклали 5 липня 1913 з верф'ю Cantiere Navale Triestino (CNT). Двотрубні човни відрізнялись від попередніх серій конфігурацією корпусу(ширший на носі, вужчий на кормі), довшою палубою півбаку, що змінило висоту розміщення переднього двотрубного ТА, розміщенням стерна під днищем, типом парових турбін Melms-Pfenniger. Запас палива становив 17,5 тон вугілля та 24 тони мазуту. Під час випробувань Tb 98M розвинув швидкість у 30,6 вузлів, перевищивши заплановані показники.
Човни Tb 98M, Tb 99M, Tb 100M озброїли двома 66 мм гарматами L/30, зенітним 8-мм кулеметом Schwarzlose, двома двотрубними 450-мм торпедними апаратами.
Вони пройшли війну без втрат, а по її завершенні були передані Греції, де їх перейменували на "Kyzikos", "Kios", "Kydoniai". Човни переозброїли кормовою 37 мм зенітною гарматою, двома однотрубними 533 мм торпедними апаратами. Під час нападу Німеччини на Грецію авіація затопила "Kios" 23 квітня 1941, через три дні "Kydoniai". "Kyzikos" перебував на ремонті у Саламіні, де його затопив екіпаж 25 квітня 1941 року.